# McDonnell F2H Banshee
Pour les articles homonymes, voir Banshee (homonymie).
Le McDonnell F2H-1 Banshee est un avion de chasse de nuit, monoplace biréacteur construit par la McDonnell Aircraft Corporation, destiné à être embarqué à bord de porte-avions. Ce fut en fait le deuxième chasseur développé par ce constructeur et il fut utilisé pendant la guerre de Corée.

## Développement
Son origine remonte au FH-1 Phantom de la même compagnie. Il fut conçu avant même que le FH-1 ne soit produit et avec des dimensions plus généreuses afin d’embarquer des réacteurs plus puissants et plus de carburant. De plus il intégra dès l’origine des canons de 20 mm au lieu des mitrailleuses de 12,7 mm, ainsi que la possibilité d’emporter des bombes ou roquettes. Les canons furent déplacés en dessous du nez afin de ne pas gêner les pilotes lors des tirs, comme ce fut le cas avec le FH-1 Phantom.
Le premier vol eut lieu le 11 mai 1947. D’abord appelé XF2D-1, il fut renommé XF2H-1 pour éviter toutes confusions avec les avions de Douglas. Une première commande de 56 exemplaires fut signée par l'US Navy.
Les derniers F2H-2 et 3 furent équipés d'une perche de ravitaillement en vol. Le Banshee fut également un des rares avions à être construits avec trois longueurs de fuselage différentes, le F2H-3 étant plus long de 25 % par rapport au F2H-1,.

## Versions
- F2H-1 : version améliorée du F2D-1 comprenant un fuselage allongé de 36 cm et des nouveaux réacteurs de 14 kN de poussée montés en rétrofit.
- F2H-2 : version avec 2 réacteurs de 14,5 kN de poussée et des réservoirs supplémentaires en bouts d’ailes. À la différence du F9F Panther, ces réservoirs supplémentaires étaient largables. 306 exemplaires de cette version furent construits.
- F2H-B : modification mineure du F2H-2 pouvant emporter une petite bombe atomique. Trente-cinq exemplaires construits.
- F2H-2N: version de chasse de nuit avec un fuselage allongé de 86 cm pour y loger un équipement radar. Quatorze exemplaires construits.
- F2H-2P: Version reconnaissance photos, 86 exemplaires construits.
- F2H-3: Version de chasse disposant d'un radar, 250 exemplaires construits.
- F2H-4: F2H-3 avec des moteurs plus puissants, 150 ex.
- F2H-5: Désignation non officielle d'un Banshee à ailes en flèche doté des ailes, de la queue et de la postcombustion du XF-88 Voodoo[4]; pas construit

## Engagements

### Avec l'US Navy/ USMC

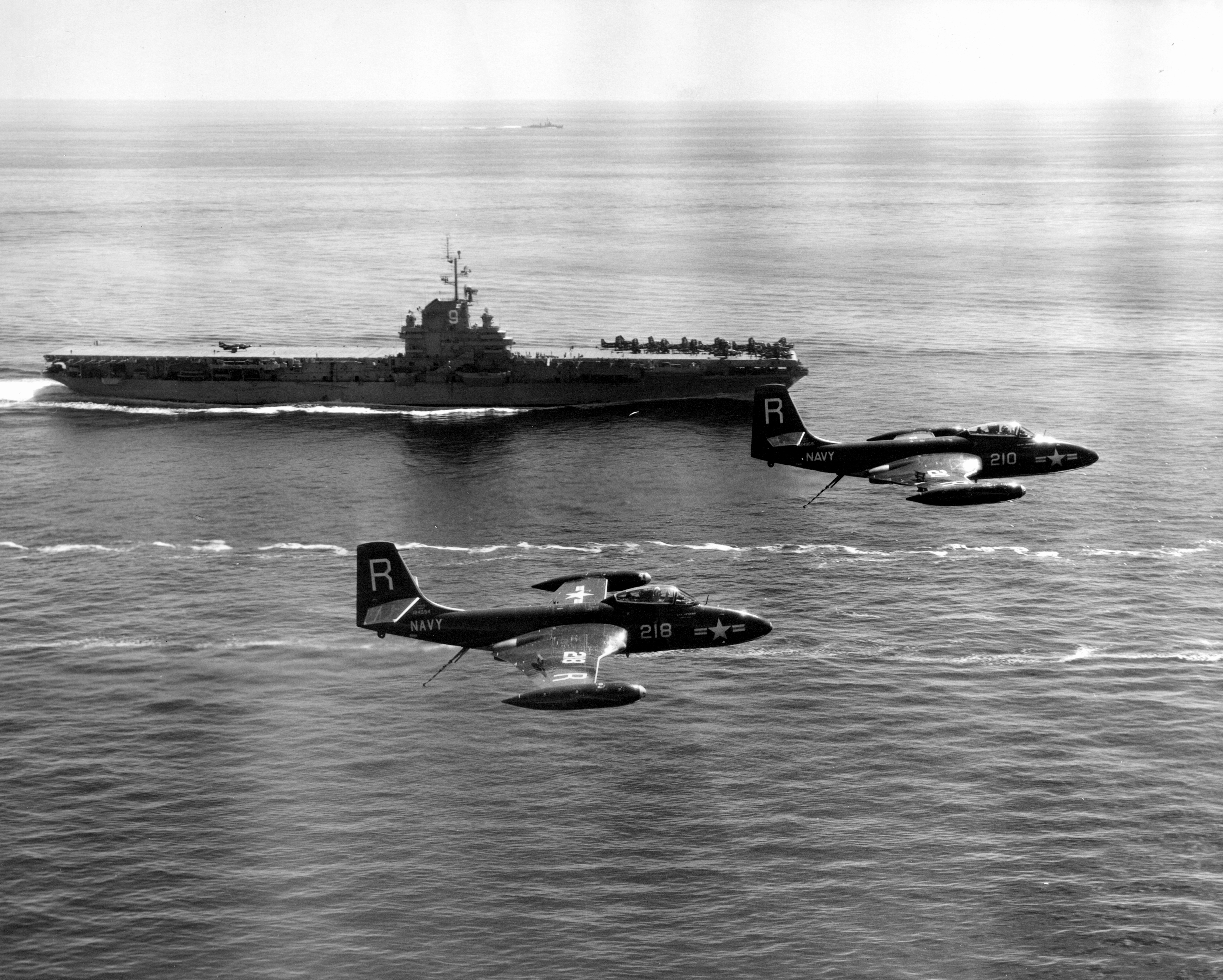
Deux F2H-2 Banshee en vol se préparant à apponter sur le USS Essex (CV-9).

Le F2H-1 Banshee devient opérationnel sur l’USS Essex (CV-9), qui devient le premier porte-avions à déployer des biréacteurs en mission de combat.
Grâce à ses très bonnes performances à haute altitude, il fut surtout utilisé au début de la guerre de Corée en tant que chasseur d’escorte pour les bombardiers de l’USAF. La guerre progressant les F2H Banshee furent aussi employés à l'attaque au sol.
La version F2H-2P (P pour Photo), appareil de reconnaissance photo, fut aussi très utilisée.
Le 9 septembre 1949, le lieutenant J.L. Fruin à bord d'un F2H-1, devient le premier pilote américain à s'éjecter en opération réelle,.
Le 16 septembre 1951, un Banshee fortement endommagé après une mission en Corée effectua un appontage en catastrophe sur l'USS Essex, ne put s’arrêter et percuta d’autres avions en stationnement sur le pont, causant la mort de sept marins.
En 1961 après avoir été mis en réserve dans les unités de l'USNR et de l'USMCR le Mc Donnell F2H Banshee est retiré du service aux États-Unis.

### Marine royale canadienne (MRC)

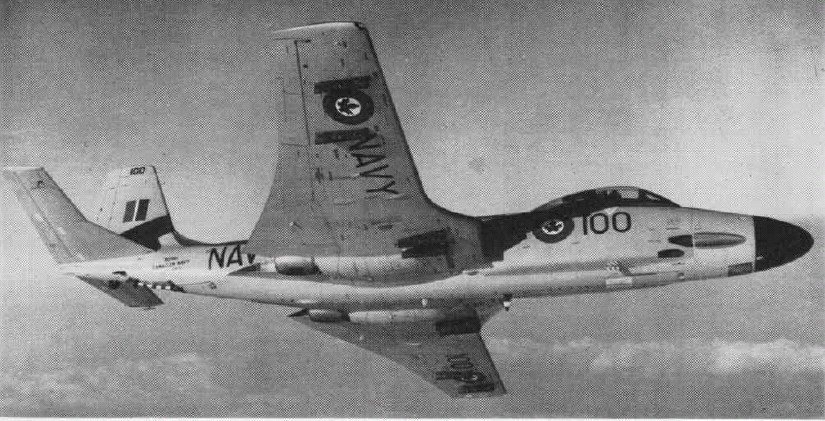

En 1953 la RNC décida de remplacer ses Hawker Sea Fury, principalement a la suite de la décision d'acquérir un deuxième porte-avions, le NCSM Bonaventure. Pour des raisons financières, la commande ne fut approuvée qu'après la fin de la fabrication du Banshee. La Marine royale canadienne dut se contenter de 39 appareils de seconde main en provenance de l'US Navy. Soucieuse d'améliorer les capacités du Banshee comme intercepteur à longue portée, la MRC décida de doter ses appareils de missiles AIM-9 Sidewinder. Des essais eurent lieu en novembre 1959 au cours desquels de nombreux drones ont été abattus. Mais après avoir servi cinq ans sur le NCSM Bonaventure, les Banshee de la Marine Royale du Canada furent retirés du service le 12 septembre 1962. Le F2H-3 fut le seul chasseur à réaction basé sur porte-avions à être employé par la MRC.

## Pays utilisateurs
- États-Unis

United States Navy

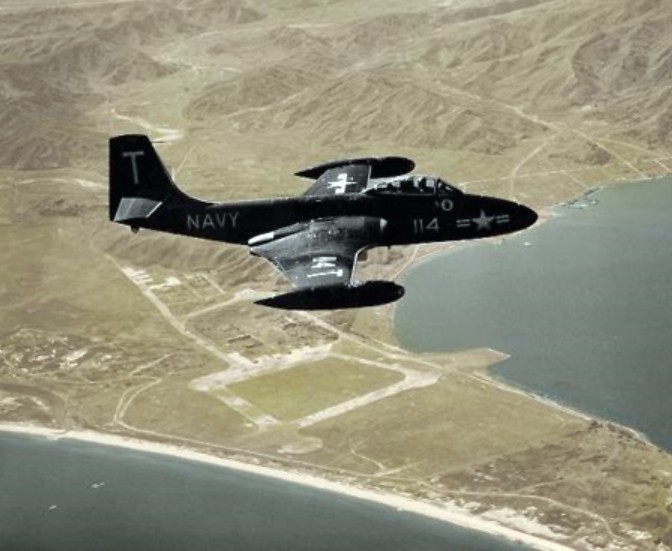
F2H-2 de la VF-11 en Corée en 1952.

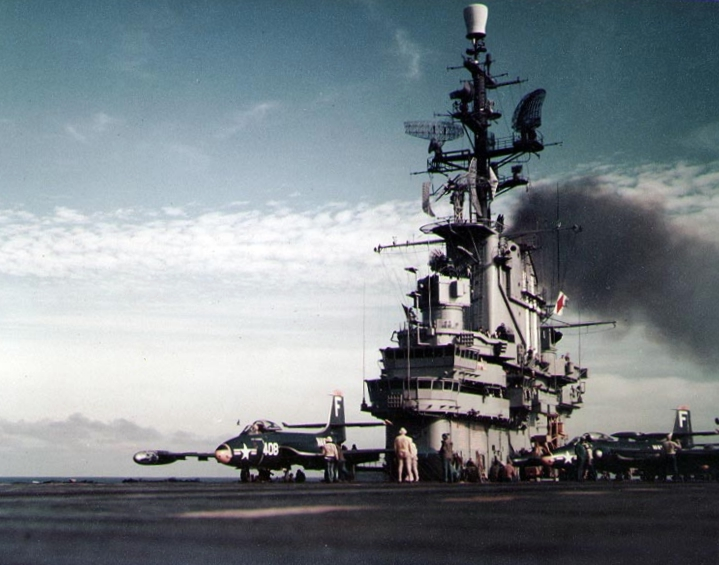
Un Banshee de la VF-44 à bord du USS Intrepid (CV-11) en 1955.

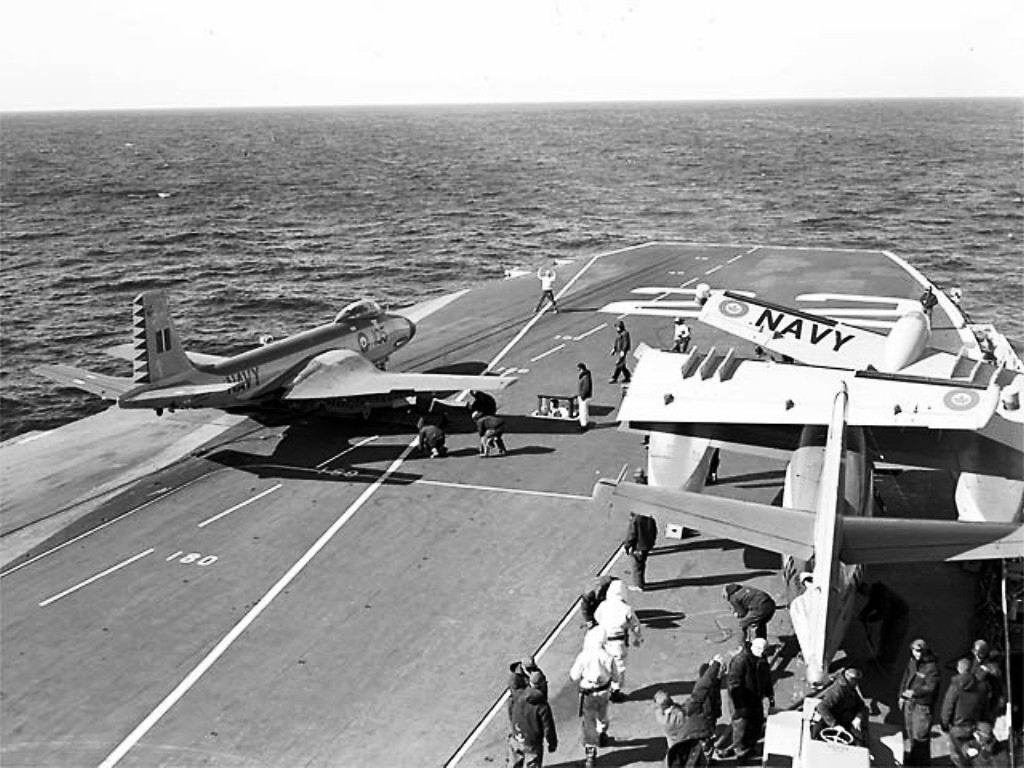
Un F2H-3 Banshee vendu au Canada sur le en 1957.

VX-3 (Escadron d'évaluation) (F2H-1, F2H-4)
VF-11 (F2H-2, F2H-4)
VF-12 (F2H-2)
VF-22 (F2H-2, F2H-4)
VF-23 (F2H-3)
VF-31 (F2H-3)
VF-41 (F2H-3)
VF-52 (F2H-3) "SeaLancers"
VF-62 (F2H-2, F2H-2P)
VF-92 (F2H-3, F2H-4)
VF-101 (F2H-1, F2H-2B)
VF-114 (F2H-3)
VF-141 (F2H-3)
VF-152 (F2H-3)
VF-171 (F2H-1, F2H-2)
VF-172 (F2H-1, F2H-2, F2H-2B, F2H-4)
VC-3 (F2H-3)
VC-4 (F2H-2B, F2H-2N, F2H-3, F2H-4)
VC-61 (F2H-2P)
VC-62 (F2H-2P)
United States Marine Corps Aviation
VMF-114
VMF-122 (F2H-2)
VMA-214 (F2H-4)
VMF-224 (F2H-2)
VMF(N)-533 (F2H-4)
VMJ-1 (F2H-2P)
VMJ-2 (F2H-2P)
- Canada

Marine royale canadienne
VF-870 (F2H-3)
VF-871 (F2H-3)
VX-10 (Escadron d'évaluation) (F2H-3)

### Développement lié
- McDonnell FH Phantom

### Aéronefs comparables
- Grumman F9F Panther
- de Havilland Sea Venom
- Hawker Sea Hawk